# Septoria sii
Septoria sii är en svampart som beskrevs av Roberge ex Desm. 1853. Septoria sii ingår i släktet Septoria och familjen Mycosphaerellaceae.   Inga underarter finns listade i Catalogue of Life.